# Frullania reimersii
Espèce
Frullania reimersii est une espèce d'hépatiques de la classe des Jungermanniopsida (hépatiques à lobes), de la famille des Frullaniaceae (ou des Jubulaceae selon les classifications) et du genre Frullania. Elle est endémique du Puncak Jaya.